# Бахмацька сільська рада
Ба́хмацька сільська́ ра́да — адміністративно-територіальна одиниця та орган місцевого самоврядування в Бахмацькому районі Чернігівської області. Адміністративний центр — село Бахмач.

## Історія
Сільська рада зареєстрована 1918 року. Є однією з 20-ти сільських рад Бахмацького району і однїєю з 16, яка складається більше, ніж з одного населеного пункту.

## Населені пункти
Сільській раді були підпорядковані населені пункти:
- с. Бахмач
- с. Кошмалів
- с. Острів
- с. Пашків

## Населення
Населення сільради — 2635 особи (2020). В розрізі населених пунктів: село Бахмач — 2608 осіб.; село Острів — 10 осіб;
село Кошмалів — 0; село Пашків — 17 осіб.

## Господарство
На території сільської ради орендують земельні частки (паї) 3 сільськогосподарські підприємства: СТОВ «Прогрес», СТОВ «Надія» та ТОВ "СП «Агродім», зареєстровано 5 фермерських господарств.
З бюджетної сфери працює дві загальноосвітні школи, ДНЗ «Пролісок», сільський будинок культури, сільський клуб, 2 фельдшерсько-акушерські пункти та фельдшерський пункт в с. Острів, міжрайонна протитуберкульозна лікарня на 50 ліжок, 2 бібліотеки-філії, поштове відділення зв'язку.
Торговельне обслуговування забезпечують 10 магазинів.
За одинокими громадянами здійснюють догляд 4 соціальні робітники територіального центру та 1 від СТОВ «Прогрес».

## Склад ради
Рада складалася з 14 депутатів та голови.
- Голова ради: Гришко Наталія Борисівна
- Секретар ради: Цап Наталія Миколаївна

### Керівний склад попередніх скликань
| Прізвище, ім'я, по батькові | Основні відомості                                                         | Дата обрання | Дата звільнення |
| --------------------------- | ------------------------------------------------------------------------- | ------------ | --------------- |
| Гришко Наталія Борисівна    | Сільський голова, 1964 року народження, освіта вища, позапартійна         | 26.03.2006   |                 |
| Гришко Наталія Борисівна    | Сільський голова, 1964 року народження, освіта вища, член Партії регіонів | 31.10.2010   |                 |

Примітка: таблиця складена за даними сайту Верховної Ради України

### Депутати
За результатами місцевих виборів 2010 року депутатами ради стали:

#### За суб'єктами висування
| Суб'єкт висування                                       | Кількість обраних депутатів | %  |
| ------------------------------------------------------- | --------------------------- | -- |
| Партія регіонів                                         | 9                           | 45 |
| Самовисування                                           | 6                           | 30 |
| Політична партія Всеукраїнське об'єднання «Батьківщина» | 5                           | 25 |

#### За округами
| № округу                                                | Прізвище, ім'я, по батькові       | Дата визнання обраним | Освіта  | Партійна приналежність                        | Відомості про обраного депутата                                      |
| ------------------------------------------------------- | --------------------------------- | --------------------- | ------- | --------------------------------------------- | -------------------------------------------------------------------- |
| Партія регіонів                                         |                                   |                       |         |                                               |                                                                      |
| 2                                                       | Матісько Раїса Яківна             | 01.11.2010            | вища    | позапартійна                                  | Бахмацька загальноосвітня школа № 2, завуч                           |
| 4                                                       | Цап Наталія Миколаївна            | 01.11.2010            | вища    | позапартійна                                  | ВТП центр поштового зв'язку, старший інструктор                      |
| 7                                                       | Лапа Сергій Григорович            | 07.11.2010            | середня | член Партії регіонів                          | ПЧ-14, бригадир колії                                                |
| 9                                                       | Єрмак Світлана Володимирівна      | 01.11.2010            | середня | член Партії регіонів                          | Бахмацька тублі-карня, завгосп                                       |
| 11                                                      | Крисенко Тетяна Іванівна          | 01.11.2010            | вища    | позапартійна                                  | Бахмацька сільська рада, головний бухгалтер                          |
| 13                                                      | Решетило Галина Миколаївна        | 01.11.2010            | середня | позапартійна                                  | Бахмацька сільська рада, спеціаліст землевпорядник                   |
| 16                                                      | Васильченко Тетяна Петрівна       | 01.11.2010            | вища    | член Партії регіонів                          | Бахмацька загальноосвітня школа № 2, вчитель                         |
| 17                                                      | Іванько Лариса Володимирівна      | 01.11.2010            | вища    | позапартійна                                  | Бахмацька загальноосвітня школа № 3, вчитель                         |
| 20                                                      | Хлінцова Тамара Петрівна          | 01.11.2010            | середня | член Партії регіонів                          | фельдшерсько-акушерський пункт № 2 с. Бахмач, молодша медична сестра |
| Політична партія Всеукраїнське об'єднання «Батьківщина» |                                   |                       |         |                                               |                                                                      |
| 1                                                       | Сітар Людмила Степанівна          | 01.11.2010            | середня | позапартійна                                  | фельдшерський пункт с. Острів, молодша медична сестра                |
| 3                                                       | Глушко Микола Федотович           | 01.11.2010            | середня | член Всеукраїнського об'єднання «Батьківщина» | Бахмацька тублікарня, інженер з охорони праці                        |
| 6                                                       | Нестеренко Василь Миколайович     | 01.11.2010            | вища    | член Всеукраїнського об'єднання «Батьківщина» | Бахмацька загальноосвітня школа № 2, вчитель                         |
| 12                                                      | Протащук Валентина Борисівна      | 01.11.2010            | вища    | член Всеукраїнського об'єднання «Батьківщина» | дитячий садок с. Бахмач, завідувачка                                 |
| 18                                                      | Кеда Михайло Михайлович           | 01.11.2010            | середня | позапартійний                                 | ДС ст. Бахмач, прийомоздавальщик поїздів                             |
| Самовисування                                           |                                   |                       |         |                                               |                                                                      |
| 5                                                       | Прокоп'як Надія Віталіївна        | 01.11.2010            | вища    | позапартійна                                  | Бахмацька сільська рада, секретар                                    |
| 8                                                       | Лисенко Руслан Вікторович         | 01.11.2010            | вища    | позапартійний                                 | РВ УМВС України, дільничний інспектор міліції                        |
| 10                                                      | Страшна Людмила Федорівна         | 01.11.2010            | середня | позапартійна                                  | ПП «Мрія», продавець                                                 |
| 14                                                      | Зелінський Микола Миколайович     | 01.11.2010            | середня | позапартійний                                 | РВ УМВС України, прапорщик                                           |
| 15                                                      | Парістий Анатолій Пантелеймонович | 01.11.2010            | вища    | позапартійний                                 | держтехнагляд, начальник інспекції                                   |
| 19                                                      | Назаренко Олександр Володимирович | 01.11.2010            | вища    | позапартійний                                 | Бахмацька автошкола, завгосп                                         |

За результатами місцевих виборів 2015 року депутатами ради стали:
| № округу | Прізвище, ім'я, по батькові       | Дата визнання обраним | Освіта             | Партійна приналежність | Відомості про обраного депутата                    |
| -------- | --------------------------------- | --------------------- | ------------------ | ---------------------- | -------------------------------------------------- |
|          |                                   |                       |                    |                        |                                                    |
| 1        | Яковлева Світлана Володимирівна   | 10.11.2015            | вища               | Батьківщина            | Приватний підприємець                              |
| 2        | Протащук Валентина Борисівна      | 10.11.2015            | вища               | Батьківщина            | завідувач ДНЗ «Пролісок»                           |
| 3        | Стельмах Наталія Михайлівна       | 10.11.2015            | вища               | Наш край               | Бахмацька сільська рада, спеціаліст-землевпорядник |
| 4        | Крисенко Тетяна Іванівна          | 10.11.2015            | вища               | Солідарність           | Бахмацька сільська рада головний бухгалтер         |
| 5        | Єрмак Світлана Володимирівна      | 10.11.2015            | середня-спеціальна | Аграрна партія         | Бахмацька тублікарня завгосп                       |
| 6        | Білан Леся Сергіївна              | 10.11.2015            | вища               | Солідарність           | Бахмацький РЦСССДМ, фахівець із соціальної роботи  |
| 7        | Удовичко Олена Вікторівна         | 10.11.2015            | вища               | Солідарність           | ЗЗСО І-ІІІ ст. № 2, вчитель                        |
| 8        | Цап Наталія Миколаївна            | 10.11.2015            | вища               | Солідарність           | Бахмацька сільська рада, секретар                  |
| 9        | Цап Валерій Борисович             | 10.11.2015            | середня-спеціальна | Аграрна партія         | Приватний підприємець                              |
|          |                                   |                       |                    |                        |                                                    |
| 10       | Фурсов Сергій Миколайович         | 10.11.2015            | вища               | Наш Край               | ТОВ СП Агродім                                     |
| 11       | Грицай Сергій Олексійович         | 10.11.2015            | середня-спеціальна | Наш Край               | ТОВ СП Агродім                                     |
| 12       | Назаренко Олександр Володимирович | 10.11.2015            | середня-спеціальна | Солідарність           | Бахмацька автошколаТСОУ, майстер                   |
| 13       | Кобезький Олександр Станіславович | 10.11.2015            | середня-спеціальна | Наш Край               | Бахмацький РЕМ, електромонтер                      |
| 14       | Кеда Михайло Михайлович           | 10.11.2015            | середня-спеціальна | Батьківщина            | ДС ст. Бахмач, прийомоздавальщик поїздів           |